# Volodymyr Pryjomov
Volodymyr Volodymyrovyč Pryjomov (in ucraino Володимир Володимирович Прийомов?; Odessa, 2 gennaio 1986) è un calciatore ucraino, attaccante del Neumünster.